# Frølunde Fed
Frølunde Fed er en lille kyst- og sommerhusby ved Musholm Bugt på Sydvestsjælland med 301 indbyggere  (2024). Byen er beliggende i Tårnborg Sogn 3 kilometer nord for Svenstrup, ca. 8 kilometer nordøst for Korsør og 14 kilometer vest for Slagelse. Den ligger i Slagelse Kommune og tilhører Region Sjælland.
Frølunde Fed er etableret som et sommerhusområde, hvor antallet af fastboende for første gang nåede over 200 i 2012, hvorfor det nu defineres som et byområde.